# Mistrzostwa Europy w Łyżwiarstwie Szybkim w Wieloboju 1937
40. mistrzostwa Europy w łyżwiarstwie szybkim w wieloboju odbyły się w dniach 30–31 stycznia 1937 roku w Davos (Szwajcaria). Łyżwiarze startowali na Eisstadion po raz 8 (wcześniej w 1899, 1902, 1904, 1906, 1907, 1929 i 1932). W zawodach brali udział tylko mężczyźni. Zawodnicy startowali na czterech dystansach: 500 m, 1500 m, 3000 m i 5000 m. Do biegu na 5000 m awansowała tylko najlepsza 18 po 3 dystansach. O tym, które miejsca zajmowali zawodnicy decydowała mniejsza liczba punktów uzyskana z czterech biegów. Po trzech latach ponownie mistrzem został Norweg Michael Staksrud. W czasie mistrzostw ustanowiono 2 rekordy świata. Staksrud pobił rekord na 1500 m, a Hans Engnestangen na 500 m.

## Uczestnicy
W zawodach wzięło udział 21 łyżwiarzy z 9 krajów. Sklasyfikowanych zostało 18.
| Państwa biorące udział w mistrzostwach | Państwa biorące udział w mistrzostwach | Państwa biorące udział w mistrzostwach | Państwa biorące udział w mistrzostwach | Państwa biorące udział w mistrzostwach |
| -------------------------------------- | -------------------------------------- | -------------------------------------- | -------------------------------------- | -------------------------------------- |
| Austria                                | Finlandia                              | Francja                                | Holandia                               | Norwegia                               |
| Polska                                 | Szwajcaria                             | Węgry                                  | Włochy                                 |                                        |

## Wyniki
- DNF - nie ukończył, NC - nie zakwalifikował się, WR - rekord świata

| Pozycja | Zawodnik            | Kraj       | 500 m      | Pkt    | 3000 m       | Pkt    | 1500 m       | Pkt    | 5000 m       | Pkt    | Suma pkt. |
| ------- | ------------------- | ---------- | ---------- | ------ | ------------ | ------ | ------------ | ------ | ------------ | ------ | --------- |
| 01 !    | Michael Staksrud    | Norwegia   | 42.8 (2.)  | 42.800 | 4:55.2 (1.)  | 49.200 | 2:14.9 (1.)  | 44.966 | 8:20.7 (1.)  | 50.070 | 187.037   |
| 02 !    | Hans Engnestangen   | Norwegia   | 42.3 (1.)  | 42.300 | 4:57.9 (3.)  | 49.650 | 2:15.0 (2.)  | 45.000 | 8:31.8 (7.)  | 51.180 | 188.130   |
| 03 !    | Birger Wasenius     | Finlandia  | 43.6 (5.)  | 43.600 | 4:55.7 (2.)  | 49.283 | 2:18.2 (4.)  | 46.066 | 8:21.3 (2.)  | 50.130 | 189.080   |
| 4.      | Charles Mathiesen   | Norwegia   | 44.6 (7.)  | 44.600 | 5:02.2 (6.)  | 50.366 | 2:18.4 (5.)  | 46.133 | 8:31.2 (6.)  | 51.120 | 192.220   |
| 5.      | Karl Wazulek        | Austria    | 45.2 (9.)  | 45.200 | 5:00.1 (4.)  | 50.016 | 2:20.4 (7.)  | 46.800 | 8:23.8 (4.)  | 50.380 | 192.397   |
| 6.      | Max Stiepl          | Austria    | 46.0 (13.) | 46.000 | 5:00.8 (5.)  | 50.133 | 2:20.3 (6.)  | 46.766 | 8:23.7 (3.)  | 50.370 | 193.270   |
| 7.      | Georg Krog          | Norwegia   | 43.3 (4.)  | 43.300 | 5:07.1 (12.) | 51.183 | 2:17.3 (3.)  | 45.766 | 8:55.6 (12.) | 53.560 | 193.810   |
| 8.      | Jan Langedijk       | Holandia   | 45.6 (11.) | 45.600 | 5:02.8 (7.)  | 50.466 | 2:20.5 (8.)  | 46.833 | 8:30.2 (5.)  | 51.020 | 193.920   |
| 9.      | Janusz Kalbarczyk   | Polska     | 45.9 (12.) | 45.900 | 5:03.4 (9.)  | 50.566 | 2:24.0 (12.) | 48.000 | 8:37.3 (8.)  | 51.730 | 196.197   |
| 10.     | Willy Löwinger      | Austria    | 45.1 (8.)  | 45.100 | 5:08.9 (13.) | 51.483 | 2:20.7 (9.)  | 46.900 | 8:47.7 (10.) | 52.770 | 196.253   |
| 11.     | Roelof Koops        | Holandia   | 46.2 (14.) | 46.200 | 5:03.3 (8.)  | 50.550 | 2:23.6 (11.) | 47.866 | 8:39.8 (9.)  | 51.980 | 196.597   |
| 12.     | Karl Leban          | Austria    | 44.3 (6.)  | 44.300 | 5:09.7 (14.) | 51.616 | 2:21.8 (10.) | 47.266 | 9:03.7 (14.) | 54.370 | 197.554   |
| 13.     | László Hidvéghy     | Węgry      | 46.7 (16.) | 46.700 | 5:04.1 (10.) | 50.683 | 2:24.9 (14.) | 48.300 | 8:48.2 (11.) | 52.820 | 198.503   |
| 14.     | Jan Roos            | Holandia   | 45.5 (10.) | 45.500 | 5:16.6 (15.) | 52.766 | 2:26.4 (15.) | 48.800 | 8:57.7 (13.) | 53.770 | 200.837   |
| 15.     | Béla Bacskai        | Węgry      | 46.4 (15.) | 46.400 | 5:19.6 (16.) | 53.266 | 2:24.8 (13.) | 48.266 | 9:10.4 (16.) | 55.040 | 202.974   |
| 16.     | Sepp Rogger         | Szwajcaria | 46.9 (17.) | 46.900 | 5:21.2 (17.) | 53.533 | 2:29.0 (16.) | 49.666 | 9:04.4 (15.) | 54.440 | 204.540   |
| 17.     | Tadeusz Lisiecki    | Polska     | 49.0 (20.) | 49.000 | 5:38.4 (20.) | 56.400 | 2:35.4 (19.) | 51.800 | 9:37.7 (18.) | 57.770 | 214.970   |
| 18.     | Icilio Perucca      | Włochy     | 51.8 (21.) | 51.800 | 5:35.2 (19.) | 55.866 | 2:41.8 (20.) | 53.933 | 9:30.7 (17.) | 57.070 | 218.670   |
| NC      | Hermann Schoellkopf | Szwajcaria | 47.3 (19.) | 47.300 | 5:28.6 (18.) | 54.766 | 2:31.1 (17.) | 50.366 | NC           | 99 !   | 152.434   |
| NC      | Marcel Lesguillons  | Francja    | 46.9 (17.) | 46.900 | 5:47.3 (21.) | 57.883 | 2:34.6 (18.) | 51.533 | NC           | 99 !   | 156.316   |
| DNF     | Harry Haraldsen     | Norwegia   | 43.0 (3.)  | 43.000 | 5:04.2 (11.) | 50.700 | DNF          | 99 !   | 9:59.9 !     | 99 !   | 93.700    |